# 空想トライアングル
「空想トライアングル」（くうそうトライアングル）は、ChouChoの楽曲。2016年2月24日に12枚目のシングルとしてLantisから発売された。

## 概要
シングルとしては前作「piece of youth」以来、3か月ぶりのリリースとなる。
表題曲はテレビアニメ『ハルチカ～ハルタとチカは青春する～』のエンディングテーマとして使用された。作詞のテーマは「三角関係」で、本人曰く「そこを歌詞に込めたいと思いました。あと、学生時代にはよくある、言葉では説明できないもやもやした部分とか矛盾とか、そこも込めたいとは思っていました」という。中山真斗が作曲・編曲を担当しており、デビューシングル「カワルミライ」以来、約4年半ぶりのタッグとなる。
カップリング曲はfhánaの佐藤純一が作曲し、「looping star」「life is blue back」に続く本人への3作目の提供曲となった。

## 批評
CDジャーナルは、表題曲を「EDMテイストも効いた爽快なダンス・トラックに"君"と"わたし"の"矛盾に満ちたハーモニー"が鳴り響く胸キュンな曲」、カップリングを「"今度こそ花を咲かせよう、君と二人で"との言葉が力強く響くバラード」と評した。
リスアニ!は、「中山真斗による生音とエレクトロニクスを巧みに融合した風通しの良いサウンドに、ChouChoの晴れのオーラを纏った伸びやかな美声が見事にマッチしたポップチューン。同じ吹奏楽部に所属するハルタとチカ、そして2人が想いを寄せる顧問との三角関係と、青春時代の“YESかNOか”では割り切れない感情を重ねた歌詞も絶妙」と評した。

## チャート成績
初週989枚を売り上げ、2016年3月7日付オリコン週間シングルランキングで初登場72位を獲得。チャート登場回数は2回。累計1,244枚のセールスを記録した。

## シングル収録内容
| 全作詞: ChouCho。 |                                        |           |                   |          |      |
| #                 | タイトル                               | 作詞      | 作曲              | 編曲     | 時間 |
| 1.                | 「空想トライアングル」                 | ChouCho   | 中山真斗          | 中山真斗 | 4:11 |
| 2.                | 「Tomorrow is another day」            | ChouCho   | 佐藤純一（fhána） | 柘植敏道 | 4:19 |
| 3.                | 「空想トライアングル」(off vocal)      | ChouCho   |                   |          | 4:10 |
| 4.                | 「Tomorrow is another day」(off vocal) | ChouCho   |                   |          | 4:17 |
| 合計時間:         | 合計時間:                              | 合計時間: | 合計時間:         | 16:57    |      |

## 収録アルバム
| 曲名               | 収録アルバム                                                                   | 発売日        | 備考          |
| ------------------ | ------------------------------------------------------------------------------ | ------------- | ------------- |
| 空想トライアングル | ハルチカ～ハルタとチカは青春する～ ミュージックアルバム ハルタとチカは演奏する | 2016年4月6日  | TV Sizeで収録 |
| 空想トライアングル | ChouCho ColleCtion "bouquet"                                                   | 2016年5月25日 |               |
| 空想トライアングル | P.A.WORKS 20th Anniversary Theme Song Collection                               | 2021年3月17日 |               |
| 空想トライアングル | ChouCho the BEST                                                               | 2021年12月8日 |               |